# Passiflora gibertii
Passiflora gibertii je biljna vrsta iz porodice Passifloraceae. Domovina joj je Južna Amerika. Rasprostire se od Argentine, preko Paragvaja do Brazila.
Brzorastuća je penjačice jestiva ploda. Cvjetovi su dekorativni. Može narasti do 8 metara u duljinu. Ima trokraki, ponekad i peterokraki list koji može narasti do 5 centimetara. Ova se penjačica može penjati po stablima i ogradama. Lako se uzgaja i redovito cvjeta. Obično cvjeta u toplim mjesecima. Boja plodova može biti od žute do narančaste. Jestivi su, no zabilježeno je da su nezreli plodovi otrovni. Granica podnošljivosti studeni je na 32 °F.  Raste na prisojnoj strani ili u polusjeni.
Biljka redovito zahtijeva vodu, osobito za sezone kad je intenzivna rasta. Jednostavno se može uzgajati u kontejneru. Izdanke se može rezati po potrebi, jer sekundarni odmah izniču. Sjemenke vole prethodno natapanje i zahtijevaju toplinu od oko 75-85 °F za klijanje. Vrijeme kad klija nije ujednačeno, a obično se zbiva u razdoblju od nakon nekoliko tjedana do nekoliko mjeseca. P. gibertii se ne uzgaja kao ine Passiflore.